# Kalinov Most (banda)

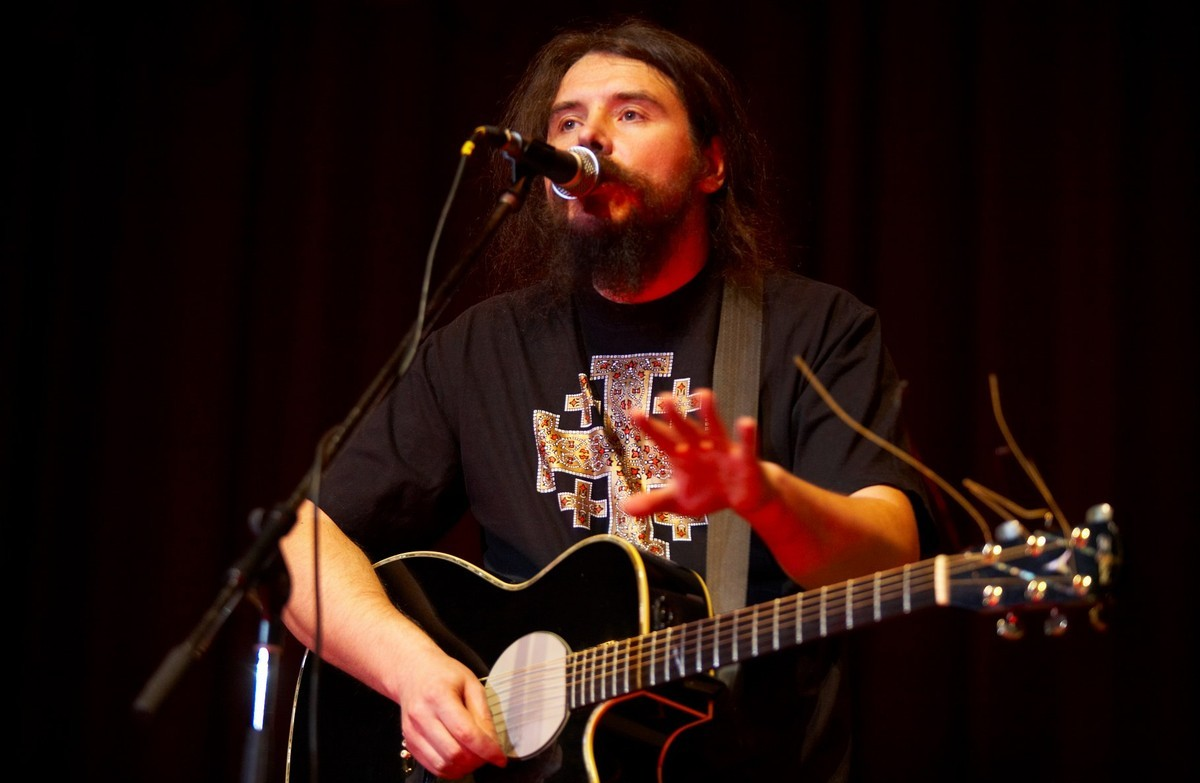

Kalinov Most (Калинов мост: El Puente de Kalinov) es un grupo de rock ruso creado en 1986 por el poeta y cantante Dmitri Reviakin en Novosibirsk.

## Miembros actuales
- Dmitri Reviakin - guitarra, voz
- Viktor Chaplygin - batería, percusión
- Aleksandr Vladykin - teclados
- Konstantin Kovachev - guitarra
- Andrei Baslyk - bajo

Datos sobre los miembros (en ruso)

## Miembros antiguos
Dmitri Selivanov (guitarra), Andrei Schennikov (bajo), Vasili Smolentsev (guitarra), Oleg Tatarenko (bajo), Stas Luk'ianov (guitarra), Evgeni Baryshev (bajo), Evgeni Kolmakov (guitarra), Igor Homich (guitarra), Aleksandr Girich (bajo), German Shabanov (batería), Valeri Fomin (batería), Aleksandr Kirillov (ingeniero de sonido).

## Discografía
- 1986 - Kalinov Most
- 1987 - Nado Bylo (directo)
- 1988 - Vol'nitsa (directo)
- 1988 - Vsiakie raznye pesni (D. Reviakin solo)
- 1988 - Oblomilas' doska (D. Reviakin solo)
- 1988 - Ohta (D. Reviakin solo)
- 1990 - Vyvoroten'
- 1990 - Zavoroten'
- 1991 - Darza
- 1991 - Melodii golyh vetvei (directo)
- 1991 - Uzaren'
- 1992 - Liven'
- 1993 - Nikak 406 (directo)
- 1993 - Poias Ul'chi
- 1994 - Byl'
- 1994 - Pokorit'sia vesne (directo)
- 1995 - Traven'
- 1996 - Vsio pole v tsvetah (D. Reviakin y "Beli Ogon')
- 1997 - Zhivaia kollektsia (directo)
- 1998 - Obriad
- 1998 - Oruzhie
- 1999 - Uletai
- 1999 - Katun' (directo)
- 2000 - Ierusalim (maxisencillo)
- 2001 - Ruda
- 2006 - SWA
- 2007 - Zhatva (D. Reviakin solo)
- 2007 - Ledianoi pohod

Datos sobre la discografía (en ruso)

## Enlaces
- Wikimedia Commons alberga una categoría multimedia sobre Kalinov Most.
- Sitio oficial del grupo (en ruso)
- Letras y acordes (en ruso)
- Sitio no oficial (en ruso)
- "Rodnáia" / Natal clip oficial

- Datos: Q1961587
- Multimedia: Kalinov most / Q1961587